# Sifnos
Sífnos ou Síphnos (en grec moderne : Σίφνος) est une île grecque du sud-ouest de l'archipel des Cyclades, située à 78 milles marins du Pirée. Le port principal, Kamarès, se trouve sur la côte ouest, la capitale Apollonía, se situant dans l'intérieur des terres.

## Géographie et démographie
Elle a une superficie de 74 km2 pour un littoral de 70 km. Son sommet, le mont du Prophète-Élie (Profitis Ilias) s'élève à 680 m. Sa population était de 2 000 habitants en 1985 et de 2625 en 2006.

## Administration, localités

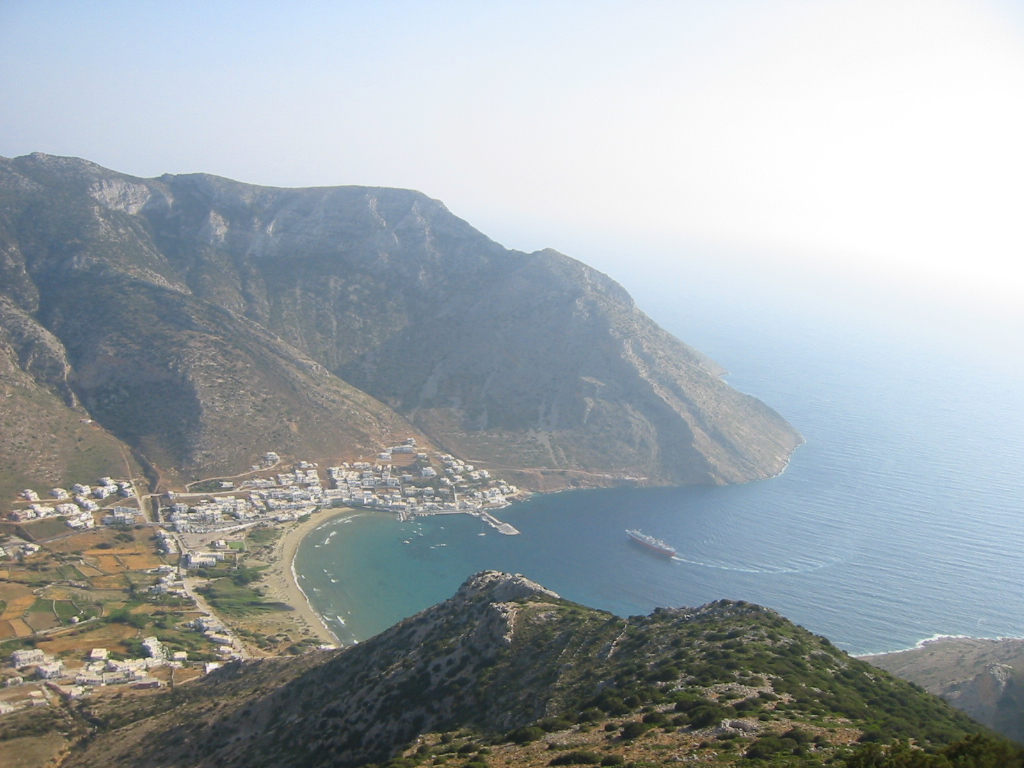
Vue du port de Kamares sur l'île de Sifnos (Siphnos).

Depuis 1999, l'île forme un dème (municipalité) réunissant les anciennes communautés d'Apollonía et Artémonas.
Les principaux ports sont Kamares, Herronissos, Faros, Platy Yalos et Vathi.
Le village de Kástro, situé sur une éminence en bord de mer, est le site de la ville antique et le lieu de résidence des nobles depuis la période vénitienne, les murs extérieurs des maisons constituant un rempart comme à Naxos par exemple. On peut y voir les traces de l'acropole antique.
Hormis Kamarès, l'activité touristique est surtout présente à Platy Yialos et Vathi grâce à leurs grandes plages.

## Histoire

### Antiquité
Les premières traces archéologiques d'occupation importante de l'île datent de la période du Bronze ancien, à laquelle elle appartenait à la civilisation des Cyclades (IIIe millénaire av. J.-C.). Outre des cimetières renfermant des idoles cycladiques, il existe des traces d'exploitation minière (argent et plomb) datés de la période Grotta-Pelos (première moitié du IIIe millénaire). Les galeries creusées étaient rebouchées à la fin de l'exploitation, sans doute pour des motifs religieux. L'exploitation semble ensuite cesser au second millénaire.
Les sites d'Aghios Andréas et Aghios Nikitas abritent des acropoles mycéniennes.
L'île fut colonisée par les Ioniens vers le début du premier millénaire. À l'époque archaïque, l'île était très riche grâce à ses mines d'or et d'argent, comme en témoigne le somptueux trésor de Siphnos à Delphes, érigé au VIe siècle avant notre ère. 
L'île fut pillée par des exilés de Samos peu après la construction de l'édifice ; lorsque les mines s'épuisèrent ou furent inondées, elle s'appauvrit très rapidement.
Plusieurs de ses navires combattirent à Salamine aux côtés des Grecs.

### Moyen Âge
Le monastère du Prophète-Élie, au sommet de l'île, est l'un des 6 couvents de l'Égée datant de la période byzantine.
Au début du XIIIe siècle, l'île fut conquise par Marco Sanudo qui l'annexa au Duché de Naxos. Elle fut ensuite reprise par les Byzantins à la fin des années 1270, avant d'être reconquise par la famille latine da Corogna au tout début du XIVe siècle,.
Le mariage de l'héritière Marietta da Corogna avec Niccolo Gozzadino (fils du seigneur de Kythnos) fit passer en 1463 l'île à la famille Gozzadini, d'origine bolonaise, qui la conserva jusqu'en 1617.

### Période moderne
En 1537, Siphnos tomba aux mains des Ottomans, mais elle resta administrée par les Gozzadini. En 1566, ils furent à nouveau dépossédés mais revinrent au pouvoir en 1570, cette fois en tant que tributaires directs du sultan. À la fin du XVIe siècle, ceux-ci repeuplèrent d'autres îles leur appartenant à partir de colons de Siphnos, comme Kimolos, Folégandros et peut-être Sikinos. En avril 1609, une attaque de pirates barbaresques ravagea l'île mais ne put prendre le kastro. 
Vers 1617, l'île passa sous administration ottomane directe, peut-être à la suite d'une expédition punitive de l'amiral Çelebi Ali ; le dernier seigneur latin, Angelo Gozzadini, se fit alors pirate ou corsaire.
Le nombre d'habitants de rite latin chuta brutalement au début du XVIIe siècle, passant de 100 en 1600 à seulement 8 en 1638.
Aux XVIIe et XVIIIe siècles, l'île jouit d'une certaine prospérité, étant le centre au XVIIe siècle d'un réseau de riches marchands, comme Vassilis Logothetis qui fonde plusieurs établissements religieux.

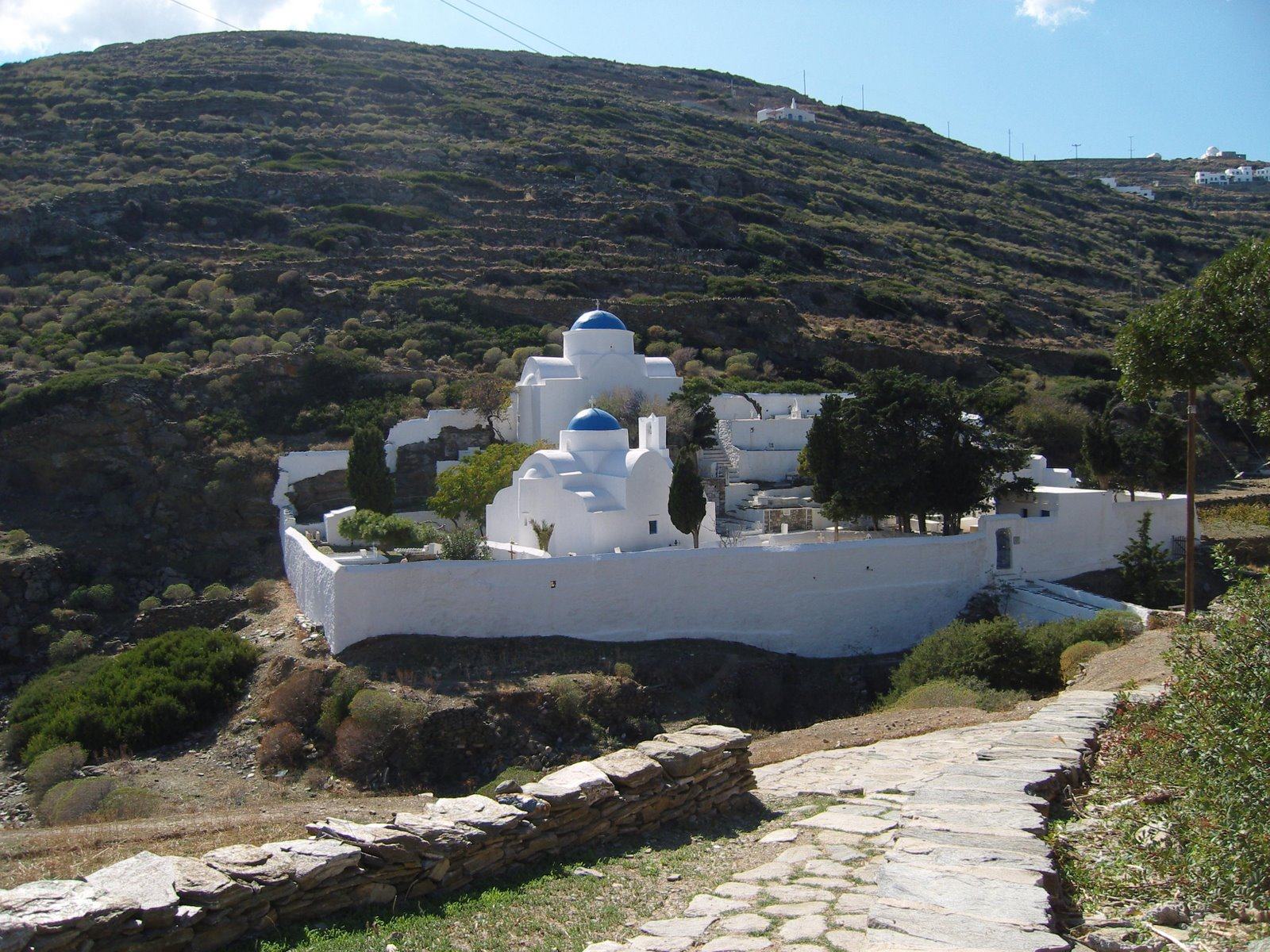
École du Saint-Sépulcre.

Fondée en 1687 pendant la domination ottomane, l'école du Saint-Sépulcre près de Kástro fut un important centre spirituel et éducatif, surnommé l'Université des Cyclades. Plusieurs de ses membres firent partie de la Filikí Etería et le drapeau de la révolution y fut brandi en 1821. Les bâtiments tombèrent en ruine après la dissolution de l'école peu après la guerre d'indépendance au XIXe siècle et le site est actuellement occupé par un cimetière.
L'île fut rattachée avec les autres Cyclades au Royaume grec en 1832.
L'exploitation des mines sur les mêmes filons, cette fois pour le minerai de fer, reprit entre la fin du XIXe siècle et la première partie du XXe siècle. Le minerai était alors acheminé depuis les différentes mines grâce à un système de chemins de fer funiculaires et de téléphériques, vers les ports de Kamarès et Faros, puis traité ailleurs.